# Harald Fugger
Harald Fugger (* 23. Dezember 1947 in Garßen, jetzt Celle) ist ein deutscher Brigadegeneral außer Dienst des Heeres der Bundeswehr.

## Leben
Fugger trat am 1. April 1965 bei der Heeresunteroffizierschule I in Sonthofen in die Bundeswehr ein. Von 1966 bis 1969 war er an der Kampftruppenschule II in Munster und durchlief von 1969 bis 1972 als Offizieranwärter die Offizierausbildung zum Offizier des Truppendienstes der Panzeraufklärungstruppe. Anschließend wurde er als Zugführer und S2-Offizier (Militärisches Nachrichtenwesen) im Panzeraufklärungsbataillon 1 in Braunschweig verwendet. Von 1976 bis 1978 war er Zugführer des selbständigen Panzerspähzuges 320 der Panzergrenadierbrigade 32 in Schwanewede und danach Kompaniechef im Panzeraufklärungsbataillon 1 in Braunschweig.
Von 1981 bis 1983 absolvierte Fugger den 24. Generalstabslehrgang Heer an der Führungsakademie der Bundeswehr in Hamburg, wo er zum Offizier im Generalstabsdienst ausgebildet wurde. Danach wurde er bis 1987 G4 und G3 der Panzerbrigade 2 in Braunschweig, bevor er G3 Gepanzerte Kampftruppen im Heeresamt in der Konrad-Adenauer-Kaserne in Köln wurde. Von 1988 bis 1990 war er Bataillonskommandeur des Panzeraufklärungsbataillons 1 in Braunschweig und im Folgenden bis 1992 G3 der 10. Panzerdivision in Sigmaringen. Dann wurde er 1992 Referent im Führungsstab des Heeres, Stabsabteilung I, im Bundesministerium der Verteidigung auf der Hardthöhe in Bonn und 1994 bis 1998 G3 und Chef des Stabes des, damals fusionierten, Wehrbereichskommandos V/10. Panzerdivision in Sigmaringen. Währenddessen besuchte er 1997 das NATO Defense College in Rom in Italien. Von 1998 bis 1999 war er G3 Deutscher Anteil im Stab der Allied Land Forces Central Europe (Chief Plans and Policy) in Heidelberg. 1999 bis 2003 war er G3 und Abteilungsleiter im Heeresführungskommando in Koblenz und nahm von 2003 bis 2004 am International-Fellow-Programm am United States Army War College in Carlisle in den Vereinigten Staaten teil, wo er einen Master in Strategischen Studien erwarb.
Ab dem 16. August 2004 war Fugger stellvertretender Divisionskommandeur und Kommandeur Divisionstruppen der 13. Panzergrenadierdivision in der Theodor-Körner-Kaserne in Leipzig und 12. Oktober 2005 zum Brigadegeneral ernannt. Am 16. Dezember 2009 wurde er auf diesem Dienstposten in den Ruhestand verabschiedet.

### Auslandseinsätze
- März 2006 bis September 2006: Kommandeur Multinationale Task Force Süd-Ost (MNTF-SE) von EUFOR in Mostar, Bosnien und Herzegowina

### Privates
Fugger ist verheiratet und hat zwei Söhne. Er wohnt in Leipzig.

## Weblink
- Harald Fugger. In: linkedin.com.